# Alekszej Alekszandrovics Tyihomirov
Alekszej Alekszandrovics Tyihomirov (oroszul: Алексей Александрович Тихомиров) (Dzerzsinszk, 1983. június 2. –) Európa-bajnoki bronzérmes orosz párbajtőrvívó.